# HD 100470
HD 100470，又名BD+37 2195，SAO 62604、HR 4452，是一颗恒星，视星等为6.4，位于銀經177.5，銀緯70.98，其B1900.0坐标为赤經11h 28m 37.3s，赤緯+37° 70.98′ 10″。